# جيم وارد (لاعب كرة قاعدة)
جيم وارد (بالإنجليزية: Jim Ward)‏ هو لاعب كرة قاعدة أمريكي، ولد في 2 مارس 1855 في بوسطن في الولايات المتحدة، وتوفي بنفس المكان في 4 يونيو 1886.

## وصلات خارجية
- جيم وارد على موقعبيزبول رفرنس.كوم (الدوري الرئيسي) (الإنجليزية)